# Rootes
Il Gruppo Rootes era un'industria automobilistica inglese che arrivò a raggruppare parecchi marchi britannici (come Sunbeam, Singer, Humber, Hillman e Talbot), molti dei quali poco noti in Italia.
La società, attualmente non più operante, fu rilevata prima (1967) dalla Chrysler France, dando vita alla Chrysler Europe, e poi (1978) dalla Peugeot.

## Gli anni pre-bellici
La Rootes venne fondata nel 1919 da lord William Rootes, come società commerciale che si occupava della vendita di automobili.
Il passaggio da commerciante a produttore avvenne alla fine degli anni venti, quando la grande depressione gettò sul lastrico molti costruttori.
Il primo embrione del gruppo iniziò a svilupparsi proprio nel 1929, quando Hillman e Humber, in difficoltà economico-finanziaria, s'unirono fra loro. Rootes acquisì prima (1930) una partecipazione nella neonata azienda, poi il controllo totale nel 1932.
Col fallimento (1934) della STD. società formata da Sunbeam, Talbot e Darracq, il Gruppo Rootes s'ingrandì ulteriormente acquisendo la Sunbeam ed il ramo inglese della Talbot. Con queste acquisizioni, completate nel 1955 dall'arrivo della Singer, Sir Rootes poté mettere in luce tutta la propria abilità di badge engineering nel posizionamento strategico dei marchi.
Hillman si collocava alla base della produzione, Humber nel segmento di lusso e Singer a un livello intermedio. A Sunbeam era riservato, invece, un ruolo sportivo.
Il concetto base proposto da Sir Rootes era: stessa meccanica, carrozzerie e livelli di finiture differenti. Non era un concetto nuovo in assoluto, già da anni Ford e General Motors lo applicavano negli Stati Uniti, ma era una novità per l'Inghilterra.

## Il dopoguerra
Dopo la parentesi bellica, periodo in cui la produzione venne convertita a fini militari, la produzione riprese nel grande stabilimento di Ryton on Dunsmore, vicino a Coventry, costruito nel 1940 con l'aiuto del Governo britannico e destinato, durante la guerra, all'assemblaggio di aeroplani da combattimento e bombardieri.

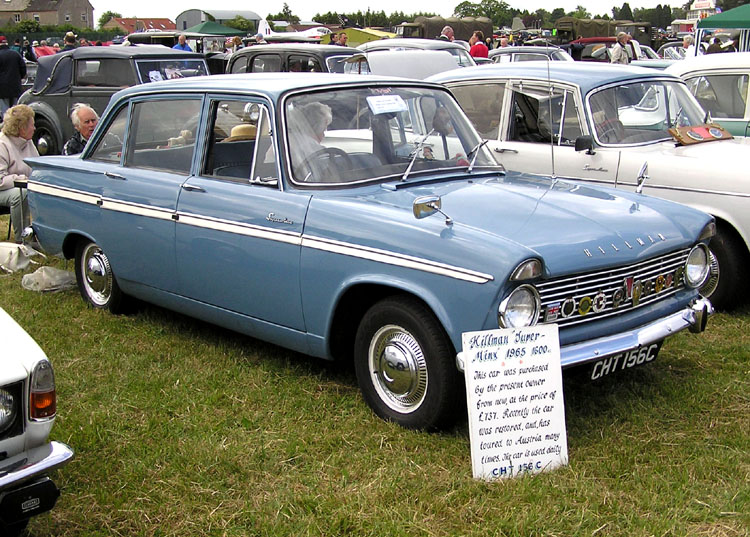
Una Hillman Minx

Gli anni cinquanta furono gli anni della grande espansione del Gruppo, non solo per l'acquisizione (1955) della Singer, ma anche per la capacità di proporre modelli di successo, solidi, ben progettati, rifiniti con cura e venduti a prezzi ragionevoli (benché lievemente più elevati di quelli dei diretti concorrenti).
Le vetture artefici di questi successi furono le Hillman Minx, le Sunbeam Alpine e Rapier, le Humber Super Snipe e Hawk e le Singer Gazelle.
Nello stesso periodo la Rootes si costruì una reputazione sportiva partecipando, con vetture marchiate Sunbeam, a varie competizioni internazionali, soprattutto rally, ottenendo ottimi risultati (come la vittoria del Rally di Montecarlo del 1955, con Stirling Moss).
Il vero limite del Gruppo era, però, la sua scarsa internazionalità. Tutti i modelli erano ben posizionati in patria, ma praticamente sconosciuti negli altri principali mercati europei, nonostante autovetture come la Minx venissero costruiti su licenza anche dalla Isuzu in Giappone.

## La Imp e il tracollo

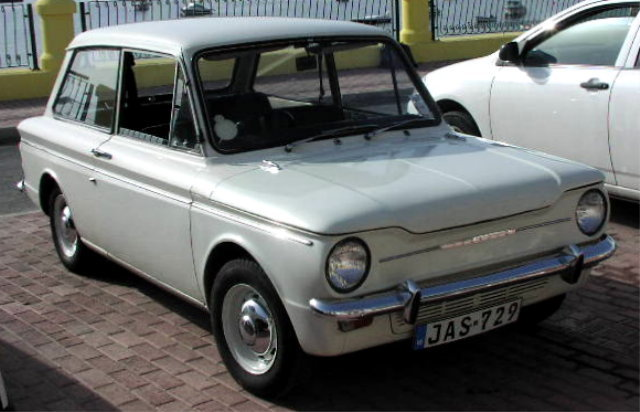
La Hillman Imp

Per contrastare il successo della Mini all'inizio degli anni sessanta la Rootes, avviò il progetto di una nuova utilitaria. La vettura era l'esatto contrario della Mini: la trazione e motore erano infatti dietro (caso unico tra le utilitarie inglesi). Il motore, un piccolo 4 cilindri in linea, tutto in lega d'alluminio, con distribuzione ad albero a camme in testa, di 875 cm³ era un gioiello di tecnologia progettato dalla Coventry Climax.
Invece di poter ampliare il proprio stabilimento di Ryton per assemblare la nuova Imp, la Rootes fu costretta, da un decreto del Governo Britannico a sostegno delle aree economicamente depresse, a costruirne uno nuovo a Linwood in Scozia, dove non esistevano maestranze specializzate. Per ovviare al problema e poter accedere alle facilitazioni del MEC, Sir Rootes strinse un accordo con la carrozzeria Touring di Milano per l'assemblaggio di 10.000 automobili all'anno, cosa che costrinse la Touring a realizzare un nuovo stabilimento, appositamente attrezzato. L'improvvisa morte di sir Rootes, avvenuta nel dicembre 1963, fece saltare l'accordo, portando la Touring al fallimento. La vettura, lanciata nel 1963 col nome di Imp, non ebbe successo, sia per la linea squadrata e un po' goffa, sia per la scarsa affidabilità e qualità costruttiva, essenzialmente dovuta, all'inesperienza produttiva del personale di Linwood. Il fatto che la maggior parte dei fornitori fosse poi rimasta nelle Midlands fece aumentare i costi di produzione (sia per la necessità di trasportare i pezzi in Scozia che per quella di assemblare alcune parti del motore a Ryton).
Le basse vendite della Imp portarono alla crisi finanziaria della Casa, nonostante il discreto successo della  spyder Sunbeam Alpine, commercializzata anche negli USA e impegnata in numerose competizioni. Proprio per migliorare la penetrazione in America venne lanciata nel 1964 la Sunbeam Tiger, vale a dire una Alpine con motore V8 Ford.
Nel 1967 il Gruppo Rootes venne ceduto alla Chrysler, che lo unì alla SIMCA e alla Matra, dando vita alla Chrysler Europe.

## La Chrysler Europe

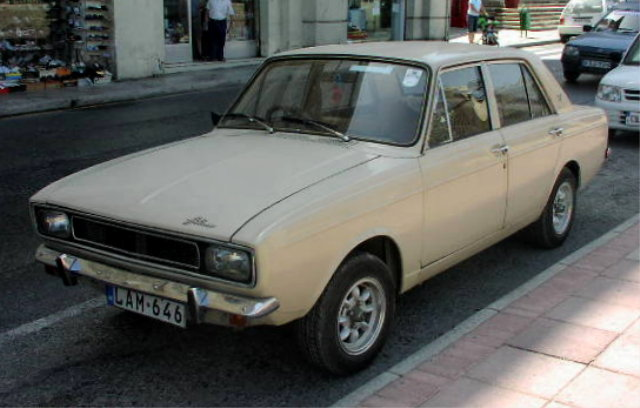
Una Hillman Hunter

L'obiettivo della Chrysler era quello di ottenere nuove basi produttive nel Vecchio Continente, sulla scia di quanto fatto da Ford e GM. Tuttavia la situazione ereditata era assai complessa: il Gruppo Rootes aveva molti marchi, alcuni modelli di scarso successo (come la Imp) e una situazione, quella dello stabilimento di Linwood, molto delicata. L'insuccesso della Imp e la conseguente riduzione della produzione nell'impianto scozzese aveva creato numerose tensioni sindacali e scioperi che rendevano pesante l'aria in fabbrica. Tali tensioni, inevitabilmente, si riflettevano sulla qualità dei prodotti.
La strategia gestionale della Chrysler prevedeva la creazione di due sottodivisioni, la Chrysler France (formata da Simca e Matra) e la Chrysler UK (formata dall'ex Gruppo Rootes), corrispondenti alla locazione degli impianti produttivi, la riduzione dei brand e, soprattutto, la progressiva unificazione dei modelli prodotti in Francia e Gran Bretagna.
L'ultimo modello progettato dalla Rootes prima dell'acquisizione fu una berlina di fascia medio-alta, venduta, a partire dal 1966, col nome di Hillman Hunter (versione "base") o  Humber Sceptre (versione di lusso").

## La Chrysler UK
La gestione del "ramo inglese" era assai complessa. L'eccessivo numero di marchi aveva portato a posizionamenti dei modelli basati su ragionamenti cervellotici (e comunque non percepiti dai clienti): occorreva semplificare. La strategia seguita fu quella di abbandonare progressivamente, nel corso degli anni settanta, i vecchi marchi Rootes, per rimpiazzarli col nome Chrysler.

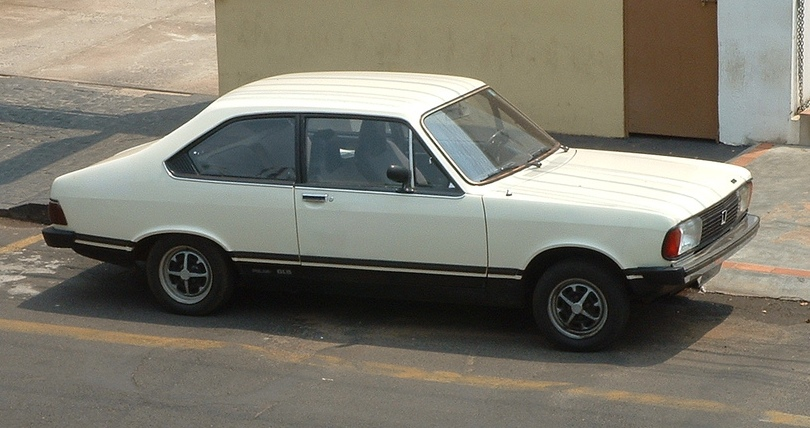
La Dodge Polara, versione brasiliana della Avenger

Gli anni della gestione americana furono molto intensi: vennero lanciati molti modelli, tra cui la Hillman Avenger (1970) e la Sumbeam Alpine/Rapier Fastback (1968), stipulati molti accordi internazionali (soprattutto quello per la produzione della Hunter in Iran, col nome di Paykan) e fatti molti tentativi di "internazionalizzare" la notorietà dei modelli (come la commercializzazione della Avenger in Nordamerica, col nome di Plymouth Cricket). La stessa Avenger venne costruita anche in Argentina e Brasile.
Ad aumentare la confusione tra marchi e modelli contribuì anche la produzione a Ryton (dal 1970) della Chrysler 160/180 (assemblata anche in Francia e venduta con marchio Simca), molto simile (anche se, di fatto, non avevano parti in comune) alla Hillman Avenger.
Nonostante questa confusione, la progressiva dismissione dei marchi ex-Rootes era in atto e, tra il 1971 ed il 1976, sparirono (nell'ordine) Singer, Humber, Sunbeam e Hillman. I modelli Hillman ancora in produzione (sostanzialmente la Avenger e la Hunter) vennero rimarchiati Chrysler.
Il 1976 fu importante anche perché vide il primo vero tentativo di unificazione della produzione europea Chrysler, la Chrysler Alpine, ovvero la versione assemblata in Inghilterra della Simca 1307/1308/1309. Sembrava un chiaro segnale dell'avvio dell'unificazione e, invece, l'anno successivo ne arrivò uno opposto con la presentazione della Chrysler Sunbeam, una hatchback 2 porte a trazione posteriore basata sulla Avenger, che anticipava nell'impostazione estetica la successiva Chrysler Horizon del 1978. La Sunbeam veniva prodotta unicamente in Inghilterra.
L'ultimo modello progettato dalla Chrysler Europe, prima di essere rilevata dalla Peugeot, fu la berlina medio-piccola a 5 porte Horizon, prodotta in Inghilterra, Francia e Stati Uniti (dove, venduta con i nomi di Dodge Omni e Plymouth Horizon, ebbe molto successo).

## La Peugeot
La vera unificazione della produzione, chimera della Chrysler, fu compiuta dalla Peugeot, che rilevò la Chrysler Europe nel 1978.
Le prime (1979) mosse del nuovo proprietario francese furono l'eliminazione delle Hunter (la cui produzione fu confinata in Iran e Pakistan) e la riesumazione del marchio Talbot, che andò a rimarchiare tutti i prodotti.
Nel 1980 vennero lanciate l'ammiraglia Talbot Tagora (la cui progettazione era iniziata sotto la Chrysler), la Talbot 1510 (restyling della Simca 1307/Chrysler Alpine) e la Talbot Solara (versione a 3 volumi della 1510). Rimasero in produzione, immutate (ma marchiate Talbot), la Horizon, la Avenger e la Sunbeam.
Nel 1981, dopo estenuanti trattative sindacali, lo stabilimento di Linwood venne chiuso e con lui si chiuse anche la carriera europea della Avenger che tuttavia rimase in produzione in Brasile e Argentina ancora per alcuni anni. Curiosa sorte quella della Avenger; negli ultimi anni di vita sudamericana questo modello subì di nuovo un cambio di marchio in seguito alla cessione delle attività della Chrysler in favore della Volkswagen che la ribattezzò 1500.
Ironia della sorte, proprio quell'anno una Sunbeam, modello che veniva assemblato proprio in quello stabilimento, equipaggiata con motore Lotus, vinse il Campionato Mondiale Rally.
Nel 1982 la gamma Talbot venne ampliata con la city car Samba, derivata dalla Peugeot 104 e destinata a rimpiazzare la Sunbeam, uscita di produzione da "campionessa del mondo" l'anno prima.
Nel 1986 il marchio e la produzione Talbot vennero soppressi e lo stabilimento di Ryton utilizzato per assemblare modelli Peugeot fino al 12 novembre 2007, anno in cui lo stabilimento è stato definitivamente chiuso.

## I principali modelli Rootes
- Hillman Minx
- Hillman Imp
- Hillman Avenger
- Hillman Hunter
- Sunbeam Rapier
- Sunbeam Alpine
- Sunbeam Alpine Tiger
- Sunbeam Alpine (Arrow)
- Sunbeam Rapier (Arrow)
- Sunbeam Stiletto
- Humber Super Snipe
- Humber Sceptre
- Singer Gazelle
- Singer Vogue
- Singer Chamois

## I principali modelli Chrysler UK
- Chrysler Alpine
- Chrysler Sunbeam
- Chrysler Horizon
- Talbot Samba